# Avenida Leandro N. Alem (Bahía Blanca)
La avenida Leandro Nicéforo Alem es una de las arterias más pintorescas de la ciudad argentina de Bahía Blanca, en la provincia de Buenos Aires.
En ella se yerguen amplias mansiones que revelan la próspera historia de la clase alta bahiense. Su largo trayecto parte desde el Teatro Municipal, la Universidad Nacional del Sur, pasando por el ingreso al mayor parque de la ciudad, el Parque de Mayo, hasta desembocar en el Camino Parque Sesquicentenario.

## Historia
En sus comienzos, la avenida Alem fue conocida como «Avenida de las Quintas» de acuerdo a sus primeros pobladores, inmigrantes italianos, cuya principal actividad era la horticultura. Con el transcurso del tiempo, sus propietarios vendieron las tierras que fueron adquiridas por pobladores de clase alta quienes comenzaron a construir suntuosas mansiones. En alusión al tipo de viviendas de alto valor inmobiliario, se la denominó «Avenida de las Mansiones», y más tarde también «Avenida Blanca» por ser una de las primeras arterias de la ciudad que contó con alumbrado público.
En 1911 se erigieron columnas de alumbrado en el centro de la calzada. En 1927 se modificaron los focos por lámparas de filamento a carbón y en 1942 pasaron a ser de filamento metálico, permaneciendo allí hasta que fueron retiradas en 1968.